# Rock M. Sakura
Bryan Bradford, plus connu sous le nom de scène Rock M. Sakura est un chorégraphe et drag queen américain d'origine vietnamienne et philippine principalement connu pour sa participation à la douzième saison de RuPaul's Drag Race.

## Jeunesse
Bradford naît le 15 octobre 1990, d'une mère philippine et d'un père vietnamien,. Il vit à San José, sa ville de naissance, jusqu'en 2018, lorsqu'il déménage à San Francisco. Il travaille de 2008 à 2018 dans un fast-food, et commence le transformisme. Mécontent de sa situation professionnelle, c'est la motivation de faire de drag queen son métier à plein temps qui motive son déménagement.

## Carrière
Bradford choisit son nom de drag queen, Rock M. Sakura, en hommage aux Rock 'Em Sock 'Em Robots (en), un jouet mettant en scène deux robots combattant l'un contre l'autre, ainsi qu'en référence à son amour pour la culture japonaise, spécifiquement de l'héroïne de la série Sakura, Chasseuse de Cartes. Son transformisme s'inspire également considérablement de la culture japonaise.
Il débute le drag en 2014, après le visionnage de la sixième saison de la série télévisée RuPaul's Drag Race, compétition américaine visant à couronner la prochaine star du transformisme américain.
En 2020, elle est annoncée comme participante à la saison douze de RuPaul's Drag Race. Il s'agit d'une des rares drag queens originaires des Philippines, la première depuis huit ans. Elle est la deuxième drag queen à être éliminée, finissant en douzième position, à l'issue d'un lip sync sur la chanson de Rihanna S&M.
Durant la pandémie de Covid-19, elle participe régulièrement à des performances virtuelles sur la plateforme Twitch, afin de promouvoir la distanciation sociale,. Elle participe à un évènement virtuel avec ses consœurs de la saison 12, axé autour d'Halloween.
Après son passage dans la saison 12 de RuPaul's Drag Race, elle apparaît régulièrement dans des programmes dérivés de l'émission, comme dans la web-série Fashion Photo Review, où elle critique aux côtés de sa consœur Ongina les différents épisodes de la version philippine de RuPaul's Drag Race : Drag Race Philippines,. Elle co-présente également en 2022 une autre web-série dérivée, Muff Busters, avec une autre concurrente de la saison douze, Heidi N Closet. Elle apparaît également dans un faux documentaire, la mettant en scène dans un contexte super héroïque.
Il apparaît également dans The Bitch Who Stole Christmas, un téléfilm mettant en scène Rupaul et d'autres drag queens ayant fait une apparence dans la série.

## Vie privée

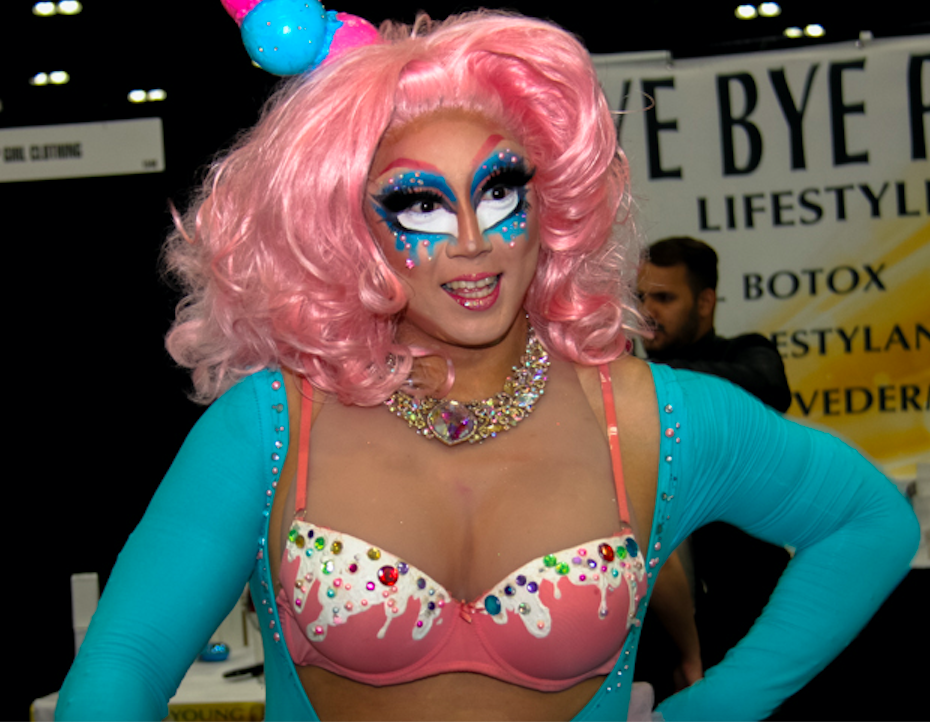
Rock M. Sakura en 2022.

Bradford est ouvertement homosexuel. En 2021, à la suite d'une série d'agressions visant des travailleurs du sexe d'origine asiatique, Bradford annonce avoir lui aussi avoir été un travailleur du sexe, travaillant notamment dans des salons de massage jusqu'en 2018. Il s'engage par la suite pour la reconnaissance des droits des travailleurs du sexe, et contre les discriminations envers les personnes asiatiques en général,.
Bradford est passionné de culture geek, faisant régulièrement référence dans son transformisme à ses passions, comme les comic books, les mangas et animés, la culture japonaise ou les jeux de rôle,. Il décrit les animés comme présentant une exagération volontaire des traits, caractéristique qu'il retrouve dans le transformisme. Son maquillage signature fait d'ailleurs allusion à cette exagération volontaire des yeux.
Il a joué de manière compétitive à plusieurs jeux, comme Super Mario Kart ou Tekken.

## Filmographie

### Télévision
| Année | Titre                         | Rôle                               | Ref.   |
| ----- | ----------------------------- | ---------------------------------- | ------ |
| 2019  | RuPaul's Drag Race            | Saison 12 – Concurrente, 12e place | [ 7 ]  |
| 2019  | RuPaul's Drag Race: Untucked  | Saison 12 – Concurrente, 12e place | [ 7 ]  |
| 2021  | The Bitch Who Stole Christmas | Fabricant de jouets                | [ 14 ] |

### Web-séries
| Année | Titre                                        | Rôle     | Notes                         |
| ----- | -------------------------------------------- | -------- | ----------------------------- |
| 2020  | Whatcha Packin                               | Lui-même | Saison 10, épisode 2 — Invité |
| 2022  | Fashion Photo Review - Drag Race Philippines | Lui-même |                               |
| 2022  | Muff Busters                                 | Lui-même |                               |

## Discographie
| Année | Titre             | Artiste                                   | Album  | Ref.   |
| ----- | ----------------- | ----------------------------------------- | ------ | ------ |
| 2020  | You Don't Know Me | The Cast of RuPaul's Drag Race, Season 12 | Single | [ 18 ] |
| 2020  | The Shady Bunch   | The Cast of RuPaul's Drag Race, Season 12 | Single | [ 19 ] |